# Patay Pál (régész)
Patay Pál (Budapest, 1914. december 8. – 2020. október 4.) magyar régész, muzeológus, harangkutató, agrármérnök, a Magyar Nemzeti Múzeum nyugalmazott régész főmuzeológusa.

## Életpályája
1932-ben a budapesti Lónyai utcai Református Gimnáziumban érettségizett. 1935-ben a debreceni Magyar Királyi Mezőgazdasági Akadémián (a mai Debreceni Agrártudományi Egyetem jogelődje) mezőgazdász oklevelet szerzett. 1939. február 26-án a budapesti Pázmány Péter Tudományegyetemen (ma ELTE) ősrégészetből doktorált. 
1939. szeptember 1-jétől 1949-ig tanársegéd volt az ősrégészeti tanszéken. Közben mint tartalékos tüzérhadnagy rövid frontszolgálat után 1945. február 8. és 1947. június 22. között orosz hadifogságban volt. 
1950. május 16-ától a balassagyarmati Palóc Múzeumban dolgozott, majd 1957. január 19-étől 1982. december 31-éig a Magyar Nemzeti Múzeum régész muzeológusa volt. A múzeum adattárának helyettes osztályvezetőjeként ment nyugdíjba. 1988. június 30-ig félállásban, 1993. július 1-je és 1995. január 31-e között teljes munkaidőben dolgozott mint tudományos tanácsadó.
1931-től Magyar Régészeti és Művészettörténeti Társaság, a Deutsches Archäologisches Institut levelező-, illetve a Deutsches Museum in Burg Greifenstein tudományos tanácsának tagja. Union International des Scienes Préhistoriques et protohistoriques, Conseil Permanent (1947–1984), Comité d' Honneur (1984) tagja.

## Általa vezetett feltárások
- Fényeslitke rézkori temető 1949–1951, 1954
- Nagybátony bronzkori urnatemető 1950–1951
- Dunapentele bronzkori tell 1951
- Berettyóújfalu-Herpály újkőkori és bronzkori tell 1955
- Mátraszőlős késő vaskori kelta temető 1958
- Alsótelekes kora vaskori szkíta temető 1959, 1961–1962, 1964
- Tiszavalk-Kenderföld rézkori telep és temető 1966–1967
- Tiszavalk-Tetes rézkori telep és temető 1968, 1973–1975
- Poroszló-Aponhát bronzkori telep 1969, 1971
- Tiszalúc-Sarkad rézkori telep 1974–1990

## Díjai, elismerései
- Kuzsinszky Bálint-emlékérem (1943)
- Szocialista Kultúráért (1960)
- Móra Ferenc-emlékérem (1970)
- Rómer Flóris-emlékérem (1978)
- Tiszaluc nagyközség díszpolgára (1992)
- Széchenyi Ferenc-emlékérem (1994)
- a Magyar Köztársasági Érdemrend lovagkeresztje (2004)
- A Magyar Érdemrend tisztikeresztje (2014)
- Kadić Ottokár-érem (2015)
- Arany-, gyémánt-, vas-, rubin-, platina- és zafírdiploma (ELTE)

## Művei
- Európa földművelésének őstörténete. Debrecen, Magyar Nemzeti Könyv- és Lapkiadó, 1935
- Korai bronzkori kultúrák Magyarországon. Budapest, 1938
- Régi harangok. Budapest, 1977 (németül is)
- Das kupferzeitliche Gräberfeld von Tiszavalk-Kenderföld. Fontes archaeologici Hungariae . Akadémiai Kiadó, Budapest, 1978
- Kupferzeitliche Meissel, Beile und Axte in Ungarn. München, 1984
- Corpus campanarum antiquarum Hungariae – Magyarország régi harangjai és harangöntői 1711 előtt. Budapest, 1989
- Die Bronzegefässe in Ungarn. München, 1990
- Adatbank a magyar harangokról. Budapest, 1998
- Harangok, harangöntők, ágyúk az 1848/49. évi szabadságharcban. Budapest, 1999
- Kupferzeitliche Siedlung von Tiszalúc. Budapest, 2005
- Zempléni harangok. 18. kötet/Officina musei, Herman Ottó Múzeum, 2009 ISSN 1217-033X szerk. Patay Pál – Millisits Máté
- Az életet már megjártam. Emlékezem, Magyarországra és a XX. századra; Patay Z., Bp.–Balatonalmádi, 2014
- Az életet már megjártam. Emlékezem, Magyarországra és a XX. századra; Magyar Közlöny Lap- és Könyvkiadó, Bp., 2018 (Nemzeti könyvtár)